# Prefectura apostólica de Cubango
La prefectura apostólica de Cubango en Angola (en latín: Praefectura Apostolica de Cubango en Angola y en portugués: Prefeitura Apostólica do Cubango) fue una circunscripción eclesiástica de la Iglesia católica en Angola. Se trataba de una prefectura apostólica latina, inmediatamente sujeta a la Santa Sede, suprimida el 4 de septiembre de 1940.

## Territorio y organización
La prefectura apostólica extendía su jurisdicción sobre los fieles católicos de rito latino residentes inicialmente en el territorio que limitaba al sur con el río Orange; al este con el río Haart y la República de Transvaal (que pertenecía al vicariato apostólico de Natal); al oeste del océano Atlántico; al norte con el río Cunene y los tramos inferiores de los ríos Kasai y Liba, es decir, la parte occidental del Zambeze. Incluía aproximadamente la parte centro-sur de Angola, la actual Namibia y gran parte de Botswana, entonces conocida como Bechuanalandia. A partir del 1 de agosto de 1892 quedó limitada a territorios en Angola.
La sede de la prefectura apostólica se encontraba (en 1907) en la localidad de Catoco, municipio de Cuvango en la provincia de Huíla.

## Historia
La prefectura apostólica de Cimbebasia fue erigida el 3 de julio de 1879 mediante el decreto Cum ad catholicae fide de la Congregación de Propaganda Fide, separando sus territorios del inmenso vicariato apostólico de las Dos Guineas (hoy arquidiócesis de Libreville). La nueva jurisdicción eclesiástica fue confiada al cuidado de los misioneros de la Congregación del Espíritu Santo, quienes, provenientes de la prefectura apostólica del Congo, habían abierto algunos puestos de misión en los años anteriores, entre ellos Huíla.
El territorio quedó entonces sometido a tres potencias europeas: Portugal, el Imperio alemán y el Imperio británico. Esta situación era de hecho insostenible para los misioneros, sin tener en cuenta la inmensidad del territorio de misión. Por este motivo pidieron a la Santa Sede la división de la prefectura apostólica. El 1 de agosto de 1892, con el decreto Quo fructuosius de la Propaganda Fide, la prefectura apostólica fue dividida en dos: la prefectura apostólica de Cimbebasia Superior, correspondiente a los territorios de Angola, que continuó siendo gobernada por la Congregación del Espíritu Santo; y la prefectura apostólica de Cimbebasia Inferior (hoy arquidiócesis de Windhoek), correspondiente a Namibia, confiada al cuidado de los Oblatos de María Inmaculada. Bechuanalandia fue extraída de estas prefecturas y anexada al vicariato apostólico del Estado Libre de Orange (hoy la diócesis de Kimberley).
El 10 de enero de 1921, mediante el decreto Quo in nonnullis de la Propaganda Fide, la prefectura apostólica de Cimbebasia Superior asumió el nombre de prefectura apostólica de Cubango en Angola.
El 4 de septiembre de 1940 mediante la bula Sollemnibus Conventionibus del papa Pío XII, la prefectura apostólica de Cubango fue suprimida y su territorio anexado a la diócesis de Nova Lisboa (hoy arquidiócesis de Huambo), erigida con la misma bula. El último prefecto de Cubango, Daniel Gomes Junqueira, fue nombrado obispo de esta nueva diócesis.

## Episcopologio

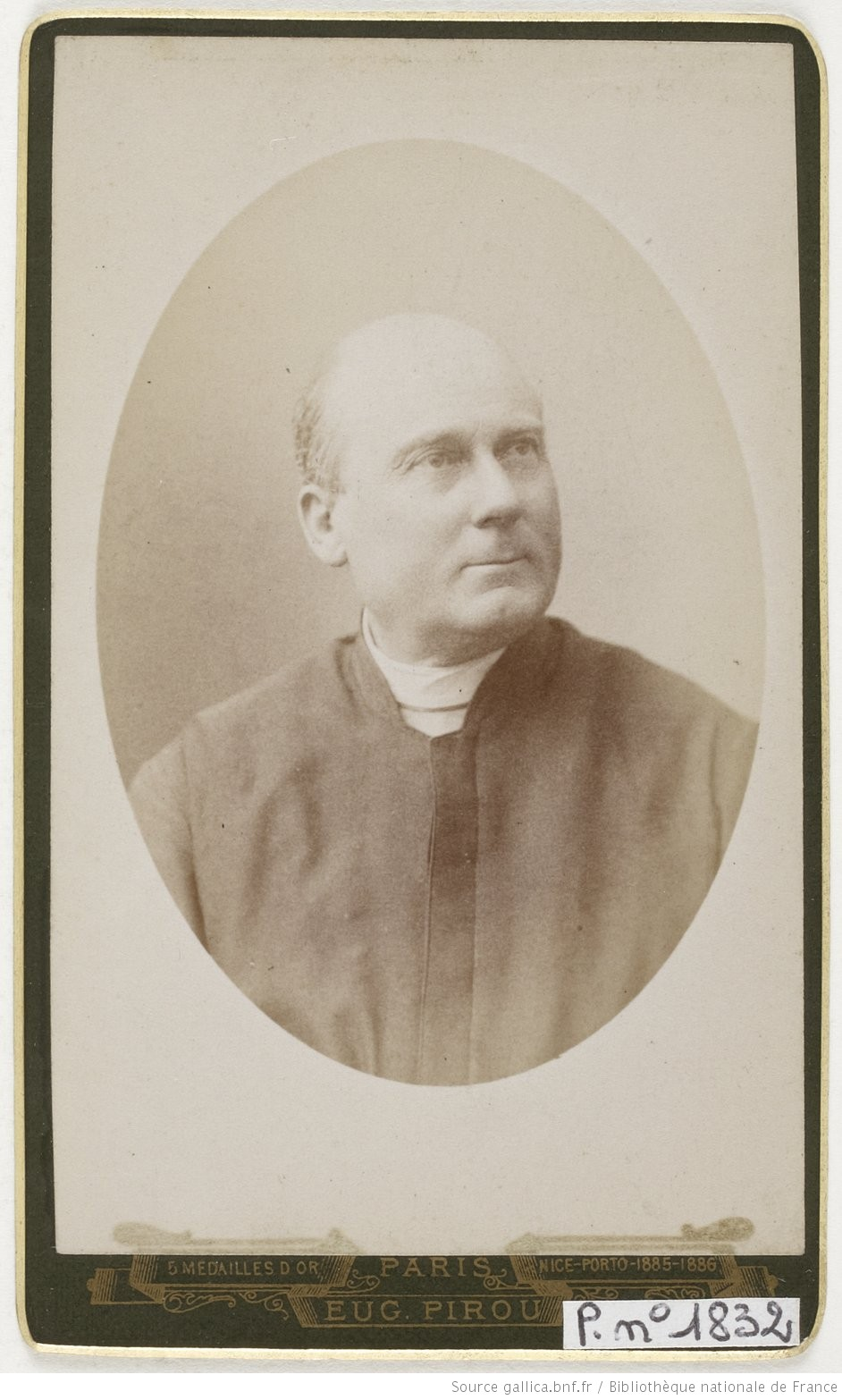
Charles Duparquet, primer prefecto apostólico de Cimbebasia, antiguo prefecto apostólico del Congo Inferior

- Charles Duparquet, C.S.Sp. † (3 de julio de 1879-20 de septiembre de 1887 renunció)
- François Schaller, C.S.Sp. † (20 de noviembre de 1887-1891 renunció)
- Ernest Lecomte, C.S.Sp. † (3 de abril de 1892-9 de septiembre de 1908 falleció)
- Alfred Louis Keiling, C.S.Sp. † (16 de noviembre de 1909-30 de noviembre de 1937 falleció)
- Daniel Gomes Junqueira, C.S.Sp. † (10 de junio de 1938-28 de enero de 1941 nombrado obispo de Nova Lisboa)